# Marietta–Alderwood
Marietta–Alderwood az Amerikai Egyesült Államok északnyugati részén, Washington állam Whatcom megyéjében elhelyezkedő település.
Marietta–Alderwood önkormányzattal nem rendelkező, úgynevezett statisztikai település; a Népszámlálási Hivatal nyilvántartásában szerepel, de közigazgatási feladatait Whatcom megye látja el. A 2010. évi népszámlálási adatok alapján 3906 lakosa van.

## Éghajlat
A település éghajlata mediterrán (a Köppen-skála szerint Csb).
| Hónap                                   | Jan.  | Feb.  | Már.  | Ápr. | Máj. | Jún. | Júl. | Aug. | Szep. | Okt. | Nov.  | Dec.  | Év    |
| --------------------------------------- | ----- | ----- | ----- | ---- | ---- | ---- | ---- | ---- | ----- | ---- | ----- | ----- | ----- |
| Rekord max. hőmérséklet (°C)            | 19,0  | 20,0  | 26,0  | 28,0 | 30,0 | 38,0 | 37,0 | 37,0 | 33,0  | 28,0 | 19,0  | 19,0  | 38,0  |
| Átlagos max. hőmérséklet (°C)           | 6,4   | 8,7   | 11,5  | 15,3 | 18,7 | 21,2 | 23,3 | 23,3 | 20,4  | 15,7 | 10,8  | 7,7   | 15,3  |
| Átlagos min. hőmérséklet (°C)           | −0,8  | 0,2   | 1,7   | 3,8  | 6,4  | 9,3  | 10,5 | 10,2 | 7,6   | 5,0  | 2,1   | 0,5   | 4,7   |
| Rekord min. hőmérséklet (°C)            | −18,0 | −18,0 | −12,0 | −5,0 | −3,0 | 1,0  | 2,0  | 1,0  | −3,0  | −6,0 | −14,0 | −14,0 | −18,0 |
| Átl. csapadékmennyiség (mm)             | 108   | 76    | 75    | 53   | 38   | 39   | 23   | 24   | 47    | 86   | 110   | 122   | 801   |
| Forrás: Western Regional Climate Center |       |       |       |      |      |      |      |      |       |      |       |       |       |

## Népesség
A település népességének változása:
| Lakosok száma | 3594 | 3906 | 4015 |
|               | 2000 | 2010 | 2020 |